# Richie Havens
Richie Havens (Brooklyn, 21 de janeiro de 1941 – Jersey City, 22 de abril de 2013) foi um cantor americano de música folk.
Havens começou a ficar famoso com o surgimento do movimento folk de Greenwich Village (que também catapultou as carreiras de Joan Baez e Bob Dylan). Em 1969, Havens abriu o Festival de Woodstock; foi aclamado pela multidão e foi tocando até ficar sem músicas, decidindo improvisar uma versão de "Motherless Child", à qual acrescentou um verso com a palavra "freedom" repetida várias vezes. Esta versão transformaria-se em um sucesso internacional com o lançamento do documentário Woodstock em 1970.

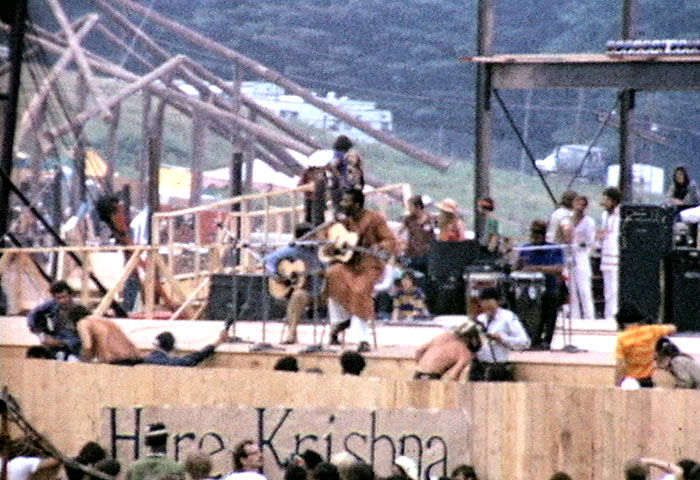
Richie Havens no Festival de Woodstock, 1969

Havens tocou na cerimônia de posse do presidente americano Bill Clinton em 1993. Continuou gravando e viajando em turnês, embora raramente escrevesse suas próprias músicas, preferindo interpretar trabalhos de artistas como Dylan e Beatles.
Havens tinha uma técnica peculiar para tocar o violão que lhe dá um estilo único. Usava uma afinação em ré que permitia que fizesse muitos acordes usando principalmente o dedo polegar, ao contrário das técnicas mais comuns de violão que priorizam o uso dos outros dedos sem usar o polegar.
Morreu no dia 22 de abril de 2013 em sua casa em Jersey City, Nova Jersey, vítima de um  ataque cardíaco aos 72 anos.